# Christopher Larkin
Pour les articles homonymes, voir Larkin.
Christopher Larkin est un acteur américain, né le 2 octobre 1987 à Daegu. Il est connu pour son rôle de Monty Green dans la série télévisée Les 100 (2013-2019), ainsi que celui d'Ari dans Les Chroniques de San Francisco (2019).

## Biographie
Christopher Larkin naît à Daegu, en Corée du Sud. À l'âge de quatre mois, il est adopté par Elaine et Peter Larkin, et grandit à Hebron dans le Connecticut.

## Filmographie

### Cinéma

#### Longs métrages
- 2005 : Strangers with Candy de Paul Dinello : Kim
- 2006 : The Big Bad Swim d’Ishai Setton : le caissier

#### Courts métrages
- 2013 : None of Them Will Collect My Soul de Jae-ho Chang : Min-soo
- 2017 : Lara Croft Is My Girlfriend de John DeLuca de Marko Germar : Bruce Lee

### Télévision

#### Téléfilms
- 2001 : The Flamingo Rising de Martha Coolidge : Abraham Jacob Lee
- 2008 : Cooper and Stone de John Dahl : AJ Hawkes

#### Séries télévisées
- 2008 : On ne vit qu'une fois (One Life to Live) : Dan (saison 1, épisode 10214 : Gift Horse)
- 2012 : Squad 85 : Bobby (6 épisodes)
- 2013 : 90210 Beverly Hills : Nouvelle Génération (90210) : Kent (saison 5, épisode 13 : #realness)
- 2013 : Awkward : Le Fêtard neutre (saison 3, épisode 19 : Karmic Relief)
- 2014-2019 : Les 100 : Monty Green (71 épisodes)
- 2019 : Les Chroniques de San Francisco (Tales of the City) : Jonathan / Raven (7 épisodes)